# Dinosaur (phim)
Khủng long (Dinosaur) là một bộ phim phiêu lưu hoạt hình máy tính của Mỹ được công chiếu vào năm 2000 do Walt Disney Pictures sản xuất và được phân phối bởi Buena Vista Pictures. Bộ phim do Ralph Zondag và Eric Leighton đạo diễn, với sự tham gia lồng tiếng của các diễn viên D.B. Sweeney, Alfre Woodard, Ossie Davis, Max Casella, và Hayden Panettiere.
Bộ phim lấy bối cảnh vào thời tiền sử cách đây 65 triệu năm trước, kể về một chú khủng long iguanodon mồ côi được nuôi dưỡng bởi một gia đình vượn cáo trên một hòn đảo nhiệt đới. Sau khi may mắn sống sót sau một thảm họa thiên thạch tàn khốc, cả gia đình phải đi tìm nơi ở mới và kết bạn với một đàn khủng long di cư trên đường đi trong hành trình đến "Miền đất hứa" (Nesting ground). Tuy nhiên, họ phải đối mặt với hoàn cảnh khắc nghiệt trên đường đi, một trong số đó là mối đe dọa từ những con khủng long ăn thịt, chẳng hạn như Carnotaurus.

## Nội dung
Bộ phim bắt đầu bằng một cuộc săn đuổi của Carnotaurus với một đàn khủng long ăn cỏ, nó vô tình giẫm nát một tổ trứng Iguanodon trước khi hạ gục một con Pachyrhinosaurus. Quả trứng Iguanodon duy nhất còn sót lại bị một con Oviraptor đánh cắp, và sau một loạt hiểm nguy, nó đến một hòn đảo nơi sinh sống của loài vượn cáo thời tiền sử và nở ra. Plio, con gái của tộc trưởng vượn cáo Yar, đặt tên cho đứa bé là Aladar và nuôi nấng nó cùng với con gái của cô là Suri, bất chấp sự phản đối ban đầu của Yar.
Vài năm sau, Aladar khi đó đã trưởng thành đã sống rất hòa thuận với cộng đồng vượn cáo trên đảo. Tuy nhiên, một thảm họa thiên thạch bất ngờ ập đến, tạo ra một vụ nổ phá hủy cả hòn đảo. Gia đình của Aladar và Yar phải vượt biển vào đất liền. Là những người sống sót duy nhất trên đảo, họ thương tiếc những người đã tử nạn trước khi tiếp tục hành trình tìm vùng đất mới.
Trong khi băng qua vùng sa mạc khô cằn, họ bị tấn công bởi một bầy Velociraptor đói khát. Họ trốn thoát bằng cách tham gia vào một đàn khủng long ăn cỏ đang di cư đến miền đất hứa, được dẫn dắt bởi Kron, một thủ lĩnh Iguanodon ích kỷ và hay đố kỵ. Trong quá trình di chuyển, họ kết bạn với Eema, Url, và Baylene. Đây là những thành viên già yếu nhất trong đàn di cư, luôn phải đi cuối hàng và rất khó khăn để bắt kịp đàn. Tuy nhiên, Kron từ chối cho đàn di chuyển chậm lại theo yêu cầu của Aladar.  
Đàn di cư đi nhiều ngày trên sa mạc mà không có nước uống, cuối cùng đến địa điểm của một cái hồ, nhưng nó đã khô cạn. Kron ra lệnh cho cả đàn đi tiếp và để những thành viên yếu nhất như Eema chết khát, nhưng Aladar ở lại với Eema. Anh nhờ Baylene dùng chân giẫm lên đáy hồ cho đến khi họ tìm thấy nước. Aladar gọi cả đàn quay lại uống nước, và em gái của Kron là Neera, bị ấn tượng bởi lòng trắc ẩn của Aladar, bắt đầu thân thiết hơn với anh, trong khi Kron vẫn tỏ ra đố kỵ và lo sợ Aladar muốn tiếp quản vị trí thủ lĩnh đàn của mình.
Trong khi đó, có một cặp Carnotaurus đang ngày đêm đuổi theo đàn để kiếm ăn. Thủ hạ Bruton của Kron báo cáo thủ lĩnh rằng những kẻ săn mồi đang đến gần, sau khi chính ông may mắn sống sót sau một cuộc tấn công của chúng trong một nhiệm vụ do thám. Kron nhanh chóng xua đàn ra khỏi hồ, cố tình bỏ lại Aladar, những con vượn cáo, những con khủng long già và cả Bruton bị thương ở phía sau, với hy vọng rằng những thành viên này sẽ làm chậm lại bước tiến của những kẻ săn mồi. Aladar và Neera phản đối điều này, nhưng Kron (coi Aladar là một mối đe dọa) nhanh chóng khuất phục Aladar và buộc Neera phải rời bỏ anh. Nhóm bị bỏ rơi trú ẩn trong một hang động khi màn đêm buông xuống, nhưng những kẻ săn mồi đã đuổi kịp họ và tấn công. Bruton quyết định hy sinh bản thân để gây ra một trận lở đá trong hang, giết chết một con Carnotaurus, buộc cá thể còn lại phải bỏ chạy. Nhờ đó mà nhóm của Aladar có thể chạy thoát. 
Bruton chết rồi, những thành viên còn lại mạo hiểm vào sâu hơn trong hang, nhưng họ đã đi vào ngõ cụt. Mặc dù Aladar mất hy vọng trong một thời gian ngắn, Baylene đã sử dụng sức mạnh của mình để phá vỡ bức tường đá và họ đến được thung lũng "miền đất hứa" ở phía bên kia. Eema nhận thấy rằng một trận lở đá đã chặn lối vào thông thường của thung lũng, nơi mà đàn của Kron đang đến. Aladar phải đi đường tắt đến để cảnh báo Kron, nói rằng Kron đang cố dẫn đàn qua vùng lở đá mà không hề hay biết về dốc đá rất cao ở phía bên kia có thể rất nguy hiểm, đồng thời muốn dẫn đàn đến miền đất hứa bằng một con đường an toàn hơn. Kron không nghe Aladar, coi những lời cảnh báo của anh là một thách thức đối với khả năng lãnh đạo của mình, liền lao đến đánh nhau. Neera chán ngấy với thói đố kỵ của Kron, đã can thiệp để ngăn vụ ẩu đả. Nhận ra sự ích kỷ và liều lĩnh của Kron, cả đàn đi theo Aladar, trong khi một mình Kron vẫn ngoan cố cố gắng tự mình trèo lên những tảng đá để cố gắng làm mất uy tín của Aladar.
Ngay lúc đó, con Carnotaurus đói khát bất ngờ xuất hiện, nhưng Aladar tập hợp cả đàn lại cùng nhau gầm rống chống trả nó, khiến Carnotaurus lúng túng. Nhận thấy Kron đang trèo lên vách đá một mình, kẻ săn mồi liền quay sang truy đuổi Kron. Kron cố gắng leo qua dốc đá để chạy trốn, nhưng bị chắn bởi một miệng vực sâu, cùng đường phải chiến đấu với Carnotaurus. Aladar và Neera chạy đến cứu Kron, nhưng không kịp vì ông đã bị Carnotaurus hạ đo ván. Để ngăn Carnotaurus kết liễu Kron, Aladar and Neera đã lao vào đánh nhau với kẻ săn mồi hung ác, nhưng ban đầu thất bại. Aladar bèn liều mình đẩy Carnotaurus qua mép của một vách đá, khiến nó rơi xuống vực mà chết. Lúc đó Kron cũng đã chết vì vết thương quá nặng. Với tư cách là những thủ lĩnh mới của đàn, Aladar và Neera đều dẫn đàn đến miền đất hứa. Một thời gian sau, một thế hệ khủng long mới nở ra - trong số đó có con của Aladar và Neera - và những con vượn cáo tìm thấy nhiều đồng loại của chúng tại đây.

## Vai lồng tiếng
- D.B. Sweeney trong vai Aladar, một chú khủng long Iguanodon trẻ tuổi dũng cảm, quyết đoán và giàu lòng nhân ái, được một gia đình vượn cáo nhận nuôi và giúp đàn khủng long di cư và sinh tồn. Anh là con nuôi của Plio, cháu trai của Yar, cháu trai của Zini, anh trai của Suri, và là một trong những thủ lĩnh của đàn ở miền đấ hứa sau cái chết của Kron.
- Alfre Woodard trong vai Plio, một bà vượn cáo khôn ngoan luôn quan tâm đến gia đình mình. Cô là con gái của Yar, chị gái của Zini, mẹ ruột của Suri và mẹ nuôi của Aladar.
- Ossie Davis trong vai Yar, một lão vượn cáo thỉnh thoảng có thái độ khá cộc cằn dù đó chỉ là bình phong che đậy bản chất nhân hậu, hóm hỉnh của ông. Ông là cha của Plio và Zini, ông ngoại của Suri, và là ông ngoại nuôi của Aladar.
- Max Casella trong vai Zini, một anh chàng vượn cáo tuổi teen khôn ngoan nhưng bất hạnh, người tự cho mình là một quý ông lịch lãm. Anh là anh trai của Plio, con trai của Yar, và là cậu của Suri và Aladar.
  - Evan Sabara lồng tiếng cho Zini khi còn nhỏ.
- Hayden Panettiere trong vai Suri, một cô bé vượn cáo dễ thương, hiền lành, vui vẻ. Cô là em gái nuôi của Aladar, con gái của Plio, cháu gái của Zini, cháu gái của Yar, và cuối cùng là dì nuôi của các con của Aladar và Neera (ở cuối phim).
- Samuel E. Wright trong vai Kron, một con khủng long Altirhinus đảm nhiệm vai trò thủ lĩnh của đàn khủng long di cư và là anh ruột của Neera. Là một kẻ kiêu ngạo, ích kỷ và đa nghi, ông ít quan tâm đến mạng sống của những thành viên yếu trong đàn. Ông rất ghét Aladar và liên tục xung đột với anh về cách đối xử với bầy đàn của mình.
- Julianna Margulies trong vai Neera, em gái của Kron. Cô là một con khủng long Iguanodon rung cảm và nhân hậu, sau này trở thành bạn đời của Aladar. Cô ấy cũng là thủ lĩnh mới khác của đàn ở miền đất hứa.
- Peter Siragusa trong vai Bruton, một con khủng long Altirhinus đảm nhận vai trò trung úy của Kron. Ông ban đầu cũng thô lỗ không khác gì Kron, nhưng cuối cùng đã động lòng khi Plio thể hiện sự quan tâm đến sức khỏe của mình. Nhờ sự quả cảm của Bruton, nhóm của Aladar mới có thể thoát được nanh vuốt của Carnotaurus.
- Joan Plowright trong vai Baylene, một bà khủng long Brachiosaurus đã lớn tuổi, dịu dàng và tốt bụng. Bà là cá thể khủng long chân thằn lằn cuối cùng còn sống sót sau thảm họa thiên thạch.
- Della Reese trong vai Eema, một bà khủng long Styracosaurus già nua, yếu ớt và chậm chạp. Thái độ cáu kỉnh và sự hài hước khô khan của bà đem lại không khí hài hước trong suốt bộ phim.